# Grand Prix SAR La Princesse Lalla Meryem 2003
Grand Prix SAR La Princesse Lalla Meryem 2003 — жіночий тенісний турнір, що проходив на відкритих кортах з ґрунтовим покриттям у Касабланці (Марокко). Належав до турнірів 5-ї категорії в рамках Туру WTA 2003. Це був третій за ліком Гран-прі принцеси Лалли Мер'єм. Тривав з 31 березня до 6 квітня 2003 року. Друга сіяна Ріта Гранде здобула титул в одиночному розряді й отримала 16 тис. доларів США.

## Фінальна частина

### Одиночний розряд
Ріта Гранде —  Антонелла Серра-Дзанетті 6–2, 4–6, 6–1
- Для Гранде це був 1-й титул в одиночному розряді за сезон і 3-й — за кар'єру.

### Парний розряд
Хісела Дулко /  Марія Емілія Салерні —  Генрієта Надьова /  Олена Татаркова 6–3, 6–4